# Cornwell
Cornwell is een civil parish in het bestuurlijke gebied West Oxfordshire, in het Engelse graafschap Oxfordshire met 66 inwoners.